# Puilboreau
Puilboreau település Franciaországban, Charente-Maritime megyében. Lakosainak száma 6668 fő (2022. január 1.). Puilboreau Dompierre-sur-Mer, Lagord, Nieul-sur-Mer, Périgny, La Rochelle és Saint-Xandre községekkel határos.

## Népesség
A település népességének változása:
| Lakosok száma | 1484 | 2634 | 4067 | 4990 | 5781 | 5933 | 6182 | 6556 | 6659 | 6668 |
|               | 1968 | 1982 | 1990 | 2006 | 2013 | 2015 | 2017 | 2019 | 2020 | 2022 |